# Phantoms of the High Seas
Phantoms of the High Seas – dziesiąty album studyjny duetu muzycznego Nox Arcana. Wydany 13 października 2008 roku przez wytwórnię Monolith Graphics. Motywem przewodnim albumu są opowieści o piratach i statkach widmo. Data wydania tego albumu zbiega się ze świętem dnia Kolumba.

## Muzyka i motyw
W utworach można usłyszeć dźwięki instrumentów smyczkowych, dętych i bębny. Narrator, w osobie Josepha Vargo, opowiada opowieść o przeklętym statku pirackim o nazwie The Tempest. Instrumentom towarzyszą efekty dźwiękowe naśladujące wyjący wiatr, trzepotanie żagli, skrzypienie drewnianej łodzi porzuconej na morzu, śpiew syren wabiących żeglarzy do ich zagłady, męskie głosy załogi statku, a także odgłosy wystrzału z działa.
Artyści, kontynuując swoją myśl włączenia zagadek do opakowania CD, dołączyli do grafiki albumu mapę skarbów i kilka szyfrów.

## Lista utworów
| Nr  | Tytuł                                  | Czas |
| --- | -------------------------------------- | ---- |
| 1.  | "Dead Men Tell No Tales"               | 2:26 |
| 2.  | "The High Seas"                        | 2:56 |
| 3.  | "Edge of the World"                    | 4:21 |
| 4.  | "Pirates"                              | 5:10 |
| 5.  | "The Gallows Jig"                      | 1:50 |
| 6.  | "Crossfire"                            | 3:00 |
| 7.  | "Oblivion"                             | 3:00 |
| 8.  | "Racing the Wind"                      | 4:15 |
| 9.  | "Siren’s Call"                         | 2:33 |
| 10. | "Trove Island"                         | 3:23 |
| 11. | "Against the Storm"                    | 3:21 |
| 12. | "Lords of the Deep"                    | 2:27 |
| 13. | "Maelstrom"                            | 1:22 |
| 14. | "Out of the Mist"                      | 3:02 |
| 15. | "Still Waters"                         | 2:22 |
| 16. | "Black Sails"                          | 3:01 |
| 17. | "Fate of the Tempest"                  | 4:11 |
| 18. | "The Fog Rolls In"                     | 1:32 |
| 19. | "Widow’s Harbor"                       | 2:56 |
| 20. | "Ghost Ship"                           | 2:47 |
| 21. | "Skull and Crossbones" (+hidden track) | 7:05 |